# Diecéze Chinhoyi
Diecéze Chinhoyi je římskokatolická diecéze nacházející se v Zimbabwe.

## Území
Zahrnuje území distriktů Guruve, Centenary, Mount Darwin a Rushinga v provincii Mashonaland Central, distriky Makonde, Hurungwe a Kariba v provincii Mashonaland West.
Biskupským sídlem je město Chinhoyi, kde se nachází hlavní chrám katedrála svatého Petra.

## Historie
Misii na tomto území započali roku 1958 němečtí Jezuité.
Dne 17. prosince 1973 byla bulou Verba Christi papeže Pavla VI. zřízena z části území arcidiecéze Salisbury apoštolská prefektura Sinoia. Dne 25. června 1982 byla přejmenována na Chinhoyi.
Dne 28. října 1985 byla prefektura bulou Cum Praefectura papeže Jana Pavla II. povýšena na diecézi.

## Seznam apoštolských prefektů a biskupů
- 1974–2004 Helmut Reckter, S.J.
- 2006–2016 Dieter Scholz, S.J.
- 2017–2023 Raymond Tapiwa Mupandasekwa, C.SS.R.
  - od 2023 Raymond Tapiwa Mupandasekwa (apoštolský administrátor)